# Вітер Денис Федорович
Дени́с Фе́дорович Ві́тер (нар. 14 червня 1906 — 1 серпня 1987) — учасник німецько-радянської війни, повний кавалер ордена Слави.

## Біографія
Народився 1 (14) червня 1906 року в селі Загребелля (нині Козельщинського району Полтавської області України) в селянській родині. Українець. Освіта початкова. Працював машиністів врубової машини на шахті в місті Кадіївка Луганської області.
На початку німецько-радянської війни вступив до партизанського загону, що діяв на території Полтавської області.
Після з'єднання загону з діючими частинами у вересні 1943 року, вступив до лав Червоної Армії. Пройшов з боями від Дніпра до Угорщини і Чехословаччини. Командир відділення 420-го окремого саперного батальйону (252-та стрілецька дивізія, 52-а армія, 2-й Український фронт) молодший сержант Вітер 28 лютого 1944 року в районі міста Умань з бійцями знешкодив 230 протитанкових мін противника. Потім, просуваючись на танку до траншей противника, ліквідував ще 18 протитанкових мін. Наказом по 252-ї стрілецької дивізії від 25 травня 1944 року молодший сержант Вітер Денис Федорович нагороджений орденом Слави 3-го ступеня.
Під час Яссько-Кишинівській операції в серпні 1944 року молодший сержант Вітер (4-а гвардійська армія, 3-й Український фронт) в розпал бою зауважив, що командир взводу важко поранений і кинувся до нього на допомогу. По тому місцю, де лежав офіцер, цілив ворожий кулемет. Вітер прикрив командира своїм тілом і виніс його в безпечне місце. Фашисти помітили пораненого і спробували взяти його в полон. Молодший сержант Вітер вогнем автомата і гранатами відігнав противника. Своїми діями він врятував життя командира. У ніч на 1 грудня 1944 при форсуванні річки Дунай в районі села Фонте (на південний захід від міста Будапешт, Угорщина) добровільно зголосився переправити перший паром. Будучи пораненим, продовжував в складі розрахунку порома здійснювати рейси по висадці десанту.
Наказом по 4-ї гвардійської армії 7 січня 1945 року молодший сержант Вітер Денис Федорович нагороджений орденом Слави 2-го ступеня.
Командир відділення сержант Вітер в ніч на 21 березня 1945 року виконав прохід в мінному полі противника в районі Сентпаль (7 кілометрів на захід від міста Комаром, Угорщина). 24 березня 1945 року знищив кулеметний розрахунок противника, п'ять солдатів, офіцера і полонив трьох піхотинців. 15 травня 1946 року за мужність, відвагу і героїзм, проявлені в боротьбі з німецько-фашистськими загарбниками, сержант Вітер Денис Федорович нагороджений орденом Слави 1-го ступеня.
У травні 1945 року старшина Вітер демобілізований. У повоєнний час нагороджений орденом Вітчизняної війни 1-го ступеня (1985).
Жив у селі Висока Вакулівка Козельщинського району Полтавської області. Працював начальником пожежної охорони в колгоспі. Помер 1 серпня 1987 року.